# ライアテア島
ライアテア島（ライアテアとう、Raiatea）は、フランス領ポリネシアに属する島。リーワード諸島に属し、リーワード諸島の主島である。北のタハア島とは同じラグーンに属し、きわめて近接している。人口12024人（2007年）、面積167.7km2。ソシエテ諸島でもタヒチ島に次ぐ面積を持ち、ソシエテ諸島第2の島である。中心となる都市（コミューン）はウツロア。ウツロアにはリーワード諸島を管轄する官庁や企業が集まっており、リーワード諸島の中心となっている。他にタプタプアテアとTūmāra'aの2つのコミューンを有する。
ライアテア島は山がちな島であり、最高峰のテファツア山は標高1017mに達する。このためライアテア島の海岸は海に急に落ち込んでおり、遠浅の海岸が存在しない。そのかわり、周辺に点在する小島には砂浜が広がっており、観光客が多く訪れる。
ライアテア島は神話ではポリネシア人発祥の地とされており、ここからポリネシア人は各地へ移住していったとされる。ライアテア島は伝統的に反中央意識が強く独立心が旺盛とされ、タヒチを中心とするポマレ王朝がフランスに滅ぼされたのちも最後まで抵抗をつづけたのがライアテア島だった。
産業としてはバニラ栽培や黒真珠の養殖のほか、最近では観光産業も育ちつつある。良港が多いため、ヨットの寄港地として知られている。